# Alphonse (bande dessinée)
Pour les articles homonymes, voir Alphonse.
Alphonse est une série de bande dessinée scénarisée par René Goscinny de 1957 à 1958, et dessinée par Tibet puis par François Craenhals pour la dernière histoire.

## Historique de la série
Scénariste pour le Journal de Tintin, Goscinny multiplie les scénarios destinés à compléter les pages du périodique, ce qui se traduit par diverses séries éphémères et par des histoires indépendantes.
Tibet et lui ont déjà collaboré à deux reprises pour le journal : deux histoires de Globul le martien et un épisode de Chick Bill (La bonne mine de Dog Bull) marquent le début de leur travail en commun.
Ensemble, ils vont tenter une ultime collaboration : celle d'Alphonse. La série s'arrêtera définitivement après sept épisodes, dont le dernier n'est pas illustré par Tibet mais par François Craenhals. Tout en demeurant amis, Tibet et Goscinny ne travailleront plus ensemble, leur duo n'ayant pas réussi à trouver ses marques. Tibet dira plus tard qu'il n'avait pas osé insister pour demander plus de scénarios à Goscinny ; Hergé, directeur artistique de l'hebdomadaire Tintin, trouvait en effet l'humour de ce dernier « trop exubérant » pour le journal.

## Synopsis
La série raconte l'histoire d'Alphonse, un jeune chômeur perpétuellement à la recherche d'un emploi. Au fil de ses aventures, il se retrouvera tour à tour livreur, garçon de restaurant, steward dans un avion, garçon d'ascenseur et serveur en livrée. L'épisode Alphonse détective est une exception, car le héros n'y cherche pas d'emploi et ne joue les détectives que pour aider un ami.
Alphonse étant distrait et maladroit malgré toute sa bonne volonté, il accumule les gaffes et se retrouve souvent congédié à la fin de l'histoire.
Des gags sur les mésaventures d'un chômeur pouvaient prêter à rire à la fin des années 1950 car, à l'époque, l'obtention d'un emploi n'était pas aussi difficile qu'aujourd'hui.

## Histoires
La série comporte sept histoires différentes :
- Alphonse livreur
  - Alphonse est embauché comme livreur par la maison Chichi, une boutique de mode. Il est chargé d'apporter un chapeau à une cliente. Mais Alphonse joue de malchance et de maladresse, ce qui fait que le chapeau est de plus en plus endommagé au fur et à mesure du chemin.
- Alphonse, garçon de restaurant
  - Alphonse est embauché comme serveur dans un restaurant, mais il multiplie les catastrophes.
- Alphonse détective...
  - Alponse s'improvise « détective » pour aider Monsieur Thomas, un ami épicier, dont la boutique est dévalisée par un mystérieux cambrioleur.
- Alphonse steward
  - Alphonse est embauché comme steward dans un avion, mais il commet tant de gaffes que l'appareil est obligé d'atterrir.
- Alphonse liftier
  - Alphonse est embauché comme garçon d'ascenseur dans un hôtel mais, incapable de maîtriser l'appareil, il multiplie les bévues.
- Alphonse et le mannequin
  - Alphonse est engagé pour livrer un mannequin de magasin d'habillement. Il s'attire de nombreux ennuis, car les passants et la police croient qu'il transporte un cadavre.
- Alphonse extra
  - Alphonse est embauché comme « extra », en l'occurrence serveur en livrée dans une réception mondaine. Sa maladresse provoque des catastrophes en série.

Chaque histoire est composée de trois planches, à l'exception de la dernière qui n'en compte que deux.

## Publications
- Journal de Tintin, 1957.
- Mouminet et Alphonse, Magic Strip, 1984.
- Les Archives Goscinny, Tome I, Vents d'Ouest, 1998.